# Ladro di fiori
Ladro di fiori è un singolo del cantante italiano Blanco, pubblicato il 20 ottobre 2020 come secondo estratto dal primo album in studio Blu celeste.

## Video musicale
Il video, diretto da Simone Peluso, è stato reso disponibile in concomitanza del lancio del singolo sul canale YouTube del cantante.

## Tracce
Testi di Riccardo Fabbriconi e Michele Zocca, musiche di Michele Zocca e Greg Willen.
1. Ladro di fiori – 3:08

## Classifiche

### Classifiche settimanali
| Classifica (2021) | Posizione massima |
| ----------------- | ----------------- |
| Italia            | 16                |

### Classifiche di fine anno
| Classifica (2021) | Posizione |
| ----------------- | --------- |
| Italia            | 86        |